# Вусачик вершинний сосновий
Вусачик вершинний сосновий (Pogonocherus fasciculatus) — вид жуків з родини вусачів. Зустрічається протягом усього року (зимує в імагінальній стадії).

## Поширення
Поширений в Європі, Росії, на Кавказі, в Туреччині, на Близькому Сході і в Казахстані.

## Опис
Жук в довжину досягає 5-8 мм.

## Розвиток
Розвиток виду триває від року до двох років. Кормовими рослинами є хвойні (сосна, ялина, ялиця) і листяні (каштан, фікус) дерева.

## Підвиди
- Pogonocherus fasciculatus costatus Motschulsky, 1859
- Pogonocherus fasciculatus fasciculatus (DeGeer, 1775)
- Pogonocherus fasciculatus hondoensis Ohbayashi, 1963

## Галерея

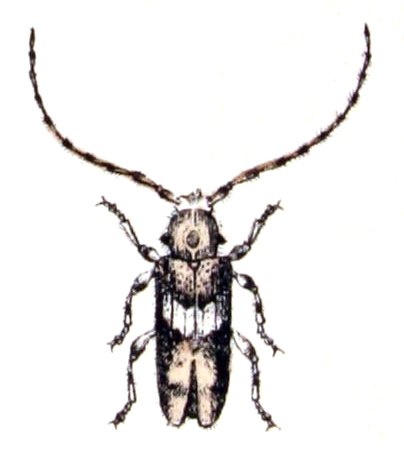
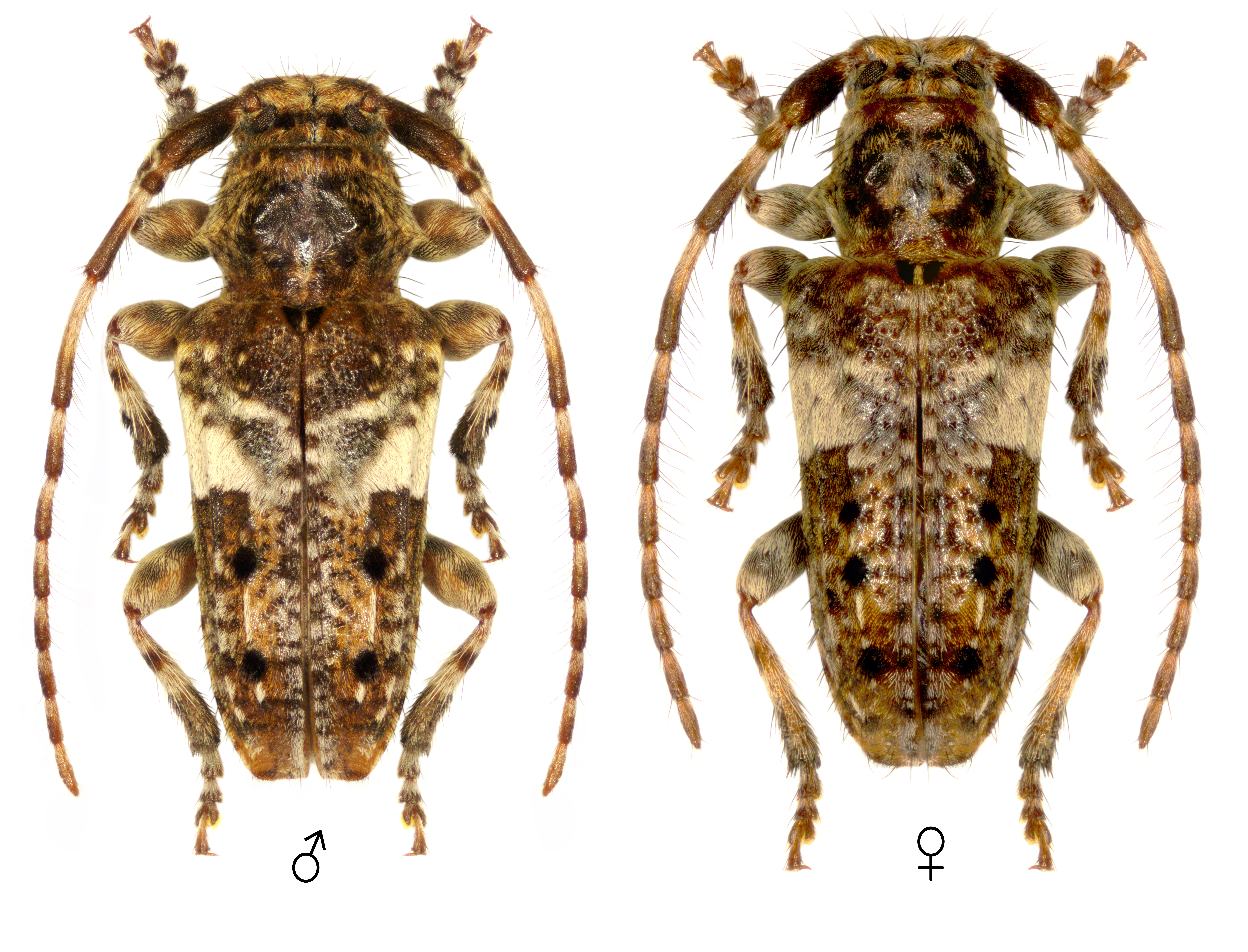
Самець та самка поруч. Україна, м. Донецьк.